# Gälön
Gälön är en ö i Trosa socken och kommun, rakt öster om staden Trosa. Ön har en yta på 29 hektar.
Gälön tillhörde i äldre tid Tullgarns slott och enligt lokala sägner skall Magnus Gabriel De la Gardie haft en jaktstuga på ön. Redan på 1600-talet skall ön ha bebotts av skärbönder. Vid gården finns ännu bostadshus från 1700-talet bevarade. 1774 köptes ön av staten, ursprungligen för kungahusets räkning, men såldes 1994 och är nu privatägd. 
Den östra delen av Gälön har en tämligen karg natur, medan den västra sidan har frodigare skogar. Den tidigare åkermarken planterades med granskog på 1950-talet. Ett sågverk finns på Gälön för att ta omhand den skog som avverkas.